# Melita, Manitoba
Melita är en ort i Kanada.   Den ligger i provinsen Manitoba, i den sydöstra delen av landet, 1 900 km väster om huvudstaden Ottawa. Melita ligger 443 meter över havet och antalet invånare är 1 167.
Terrängen runt Melita är mycket platt. Trakten runt Melita är nära nog obefolkad, med mindre än två invånare per kvadratkilometer..
Trakten runt Melita består till största delen av jordbruksmark.